# Catasticta revancha
Catasticta revancha is een vlinder uit de familie van de witjes (Pieridae). De wetenschappelijke naam van de soort werd voor het eerst geldig gepubliceerd in 1996 door Rey & Pyrcz.